# Ostoja di Bosnia
Ostoja di Bosnia (... – settembre 1418) fu re di Bosnia dal 1398 al 1404 ed ancora dal 1409 al 1418.

## Biografia
Ostoja di Bosnia discendeva dalla dinastia dei Kotromanić, come si desume dai documenti emanati durante il suo regno; tuttavia, nulla si sa di preciso a proposito della sua nascita e delle sue origini. Molto probabilmente era figlio di Ladislao Kotromanić e fratello di Tvrtko I. Quando il Bano di Croazia e Granduca di Bosnia Hrvoje Vukčić Hrvatinić morì nel 1416, Ostoja divorziò dalla sua precedente consorte, Kujava, per sposare la vedova di Hrvoje, Jelena Nelipčić nel 1417. Jelena era figlia del nobile croati Ivan III Nelipić Duca di Almissa e appartenente ad una delle più importanti casate croate, quella dei Nelipić.
Nel 1398, approfittando delle difficoltà create dalle lotte intestine generatesi dalle ambizioni della famiglia di sua ognata Elena di Bosnia, che allora deteneva il trono, si propose come nuovo pretendente, grazie anche all'appoggio di grandi magnati della nobiltà bosniaca, come il Granduca di Bosnia Sandalj Hranić, Pavle Radenović e Hrvoje Vukčić Hrvatinić. Dopo essere riuscito nel suo intento, la sua prima iniziativa, nel 1404, fu quella di appoggiare le pretese di Ladislao I di Napoli al trono d'Ungheria contro Sigismondo di Lussemburgo, il quale pianificò di attaccare il territorio bosniaco come rappresaglia ma non riuscì nel suo intento. Da parte sua, Ostoja attaccò la Repubblica di Ragusa, regno vassallo del sovrano ungherese, con il pretesto che in quella città si perpetrasse la tratta degli schiavi ed in particolare si trafficassero schiavi appartenenti alla Chiesa bosniaca, professione religiosa a cui apparteneva lo stesso Ostoja. In questa campagna "antischiavista", il re bosniaco fu appoggiato da uno dei suoi più grandi sostenitori, Hrvoje Vukčić Hrvatinić che professava anch'egli la stessa religione. Tuttavia i rapporti con Hrvoje Vukčić Hrvatinić si guastarono quando Ostoja cercò di impossessarsi dei territori di un vassallo del suo potente alleato, inimicandosi anche un altro suo importante sostenitore, ovvero Sandalj Hranić. La maggior parte dei magnati e della nobiltà bosniaca tolse l'appoggio ad Ostoja, accusandolo di avere una condotta troppo insensibile alla volontà dei nobili, come era stato nel caso della sua guerra contro Ragusa, che la maggior parte di essi non desiderava affatto. Fu così che nel mese di maggio del 1404 venne deposto in favore e suo fratello Tvrtko incoronato nuovo re e Ostoja fu costretto a fuggire in esilio in Ungheria.